# Рассушин, Владимир Александрович
Влади́мир Алекса́ндрович Рассушин (10 сентября 1858, Нерчинск — 18 июля 1934, Харбин) — русский архитектор, городской архитектор Иркутска (1886—1894), гласный Иркутской городской думы (1898—1904, 1914), предприниматель, надворный советник (1900).

## Биография
Родился 10 сентября 1858 года в Нерчинске в семье канцелярского служителя. Вскоре отца перевели в Усолье на солеваренный завод, в 1867 году семья переехала в Иркутск, где Рассушин окончил техническое училище. В 1881 году был зачислен в Санкт-Петербургское строительное училище, переименованное в 1882 году в Институт гражданских инженеров. В связи с тяжёлым материальным положением (отец умер, когда Володе было 13 лет) он вынужден был обратиться в Иркутскую городскую управу с просьбой о назначении ему стипендии, которую получал в течение всего времени учёбы. В летние каникулы занимался практической работой на стройках. В 1886 году, получив специальность инженера-архитектора, был назначен на должность иркутского городского архитектора, в которой проработал по 1894 год.
Здания, построенные по проекту Рассушина, являются памятниками архитектуры. Одной из первых его работ была перестройка здания бывшей гауптвахты для размещения там Городской публичной библиотеки (ныне снесено, на его месте построена гостиница «Ангара»). В 1889 году были сданы в эксплуатацию все начальные приходские училища, построенные по одному проекту архитектора Рассушина: Глазковское, Знаменское, Успенское, Крестовоздвиженское. В 1890 году по проекту Рассушина началось строительство нового каменного здания I Общественного собрания, законченное к середине июня 1891 года. В декабре 1902 года под одной кровлей завершилось строительство второй очереди здания с большим театрально-концертным залом на 1000 зрителей, с центральным входом с Амурской улицы (ныне в нём размещаются Иркутская областная филармония и Иркутский областной театр юного зрителя).
В январе 1891 года Городская дума Иркутска приняла решение о постройке мостов через Иркут и Ангару. Оба моста спроектированы Рассушиным. 24 июня состоялось  торжественное открытие понтонного моста через Ангару. На нём присутствовал прибывший в город из заграничной части своего Восточного путешествия с Дальнего Востока цесаревич Николай Александрович, будущий император Николай II. Наследник разрезал ленточку при криках «ура» со стороны собравшегося народа. К этому же событию по проекту Рассушина была возведена триумфальная арка, через которую по прибытии в Иркутск прошёл цесаревич. 
Рассушиным были спроектированы пятиклассное Александро-Мариинское городское начальное училище (ул. Ленина, 11, главный корпус Байкальского государственного университета экономики и права), двухэтажный деревянный дом справа от Иркутского драмтеатра, бывший особняк В. А. Рассушина, в котором находится фармацевтический факультет Иркутского государственного медицинского университета. По его проекту произведена реконструкция здания Городской управы (ул. Ленина, 14), где сейчас находятся администрация и Дума г. Иркутска; по его проектам построены многие жилые и общественные здания в Иркутске. Занимался Рассушин и благоустройством парков и садов, обустройством дорог, являлся председателем комиссии по улучшению садов и бульваров города. Здание по проекту Рассушина есть в городе Усолье-Сибирском.
В октябре 1894 года Рассушин подал в отставку с должности городского архитектора: ушёл на строительство Сибирской железной дороги, затем служил архитектором в Управлении строительной и дорожной частями при иркутском военном губернаторе. В марте 1901 года по прошению в связи с болезнью был уволен со службы.
В 1900 году вместе с женой организовал товарищество «Рассушин и Ко» для добычи каменного угля в районе села Черемховского. Там он построил два посёлка с баней, столовой, больницей и жилыми домами, 15 казарменных квартир. Копи и посёлки были телефонизированы и электрифицированы. Рассушин стал преуспевающим предпринимателем-углепромышленником.
С установлением в Иркутске советской власти в 1920 году Рассушин покинул город, уехал в Маньчжурию. Там он вернулся к своей профессиональной деятельности, стал городским архитектором в Харбине. По его проекту возведены здание городского театра, здания правления Южно-Маньчжурской железной дороги, маньчжурского банка и Дом международного сберегательного общества, гостиницы. Большая их часть находится в районе Пристань. По его проекту создан городской парк с фонтанами, бассейнами, водопадами, с малыми архитектурными формами, рестораном, аллеями, являющимися украшением парка.
Рассушин являлся членом многочисленных комиссий и в Иркутске, и в Харбине. В Иркутске был попечителем ряда учебных заведений.
Умер 18 июля 1934 года в Харбине, похоронен там же.

## Семья
- Отец — Александр Иванович Рассушин, канцелярский служащий.

- Мать — Александра Ильинична Рассушина.
- Старший брат — Алексей Александрович Рассушин, первый глава города Хабаровска, гласный Иркутской думы.
- Брат — Аркадий Александрович Рассушин, один из самых известных в то время в Иркутске врачей педиатров, бессменный директор и врач Базановского воспитательного дома, член попечительского совета детских приютов, член общества врачей Сибири.
- Брат — Николай Александрович Рассушин, чиновник

## Семейный дом в Иркутске
Для размещения профильных кафедр в 1963 году фармацевтическому факультету передают особняк бывшего владельца угольных копий и первого главного архитектора Иркутска В. А. Рассушина (ул. К. Маркса, 10). Его в 1902 г. В. А. Рассушин выстроил по собственному проекту, но оформил на имя жены Евдокии Ивановны. В настоящее время особняк является объектом культурного наследия регионального значения. Двухэтажное здание состоит из деревянного особняка и кирпичной мастерской архитектора, пристроенной в 1906 г. Со стороны основного фасада размещены одноэтажные пристрой сеней-тамбуров с парадными входами. Под кирпичным пристроем и частью особняка размещен подвал. Стены здания деревянные, обшитые коваленными досками, окрашенными масляными красками. Кирпичные стены отштукатурены, окрашены водными составами. Крыша сплошная с куполами. Купол восьмигранный с фигурным завершением и фигурным металлическим шпилем (фиалом) с металлическим флюгером, на котором указана дата постройки особняка — «1902».
Лестницы на 2-й этаж и подвал деревянные, с ограждениями из фигурных балясин. Общая площадь здания — 1248,4 м2. На втором этаже из комнат, расположенных у наружных северо-восточных и северо-западных стен, устроены выходы на балконы. На потолках этих комнат можно было увидеть разного типа гипсовые лепные розетки. Печи были гипсовыми, отштукатуренными с профильными гипсовыми карнизами.
После революции здание было национализировано, а с 30 декабря 1923 г. в особняке начал работать Сибирский музей социальной медицины, созданный при медицинском факультете Иркутского университета.

## Работы В. А. Рассушина (наиболее известные)
Наиболее известные работы:
- Успенское училище, ул. 1-я Красноказачья (1-я Казачья), 9;
- Глазковское 2-классное училище им. Св. Владимира, ул. Челнокова (Вокзальная), 1;
- Воскресенско-Крестовоздвиженское училище. Ныне ул. Ленина, 54;
- Знаменское училище, ул. Николаева (Малыгинская), 5;
- Городское пятиклассное Александро-Мариинское училище (ныне Байкальский государственный университет экономики и права, угол улиц Большой и Амурской, ныне Карла Маркса и Ленина);
- Здание I Общественного собрания (ул. Ленина, 23, ныне ныне Иркутские областные ТЮЗ им. Вампилова и филармония);
- Здания городской управы на углу улиц Амурской и Дягиревской (ул. Ленина,14, здание мэрии города);
- Понтонный мост через реку Ангару;
- Шпренгельный мост через реку Иркут;
- Триумфальная арка (по случаю приезда в Иркутск цесаревича Николая Александровича Романова, будущего императора Николая II);
- Здание Ивано-Матренинской детской городской больницы (ул. 1-я Иерусалимская, ныне Советская);
- План сквера возле памятника Александру III;
- Дом купца-мецената Малинина в Минусинске, Красноярский край. Ныне в нём располагается краеведческий музей имени Н. М. Мартьянова, известного провизора и исследователя Красноярского края;
- В Харбине разработан проект гостиницы, комплекс городского парка (сада), расположенного в районе Пристань;
- В Мукдене по его проекту выстроено здание «Нью-Йорк-сити-банка».

## Галерея
- Иркутск. Городская дума, 1892—1895 гг.
- Арка цесаревича Николая Александровича
- Здание I Общественного собрания (ул. Ленина, 23) — ныне Иркутские областные ТЮЗ им. Вампилова и филармония
- Здание Знаменского училища, ул. Николаева (Малыгинская), 5
- Иркутск. ул. 1-я Красноказачья. д. 9. Ныне Центр развития дополнительного образования детей. Здание Успенского училища. 1889 г.
- Здание Воскресенско-Крестовоздвиженского училища.
- Городская дума Иркутска
- Первый понтонный мост через реку Ангару
- Здание Глазковского 2-классного училища им. Св. Владимира, 
ул. Челнокова (Вокзальная), 1
- Городское пятиклассное училище (ныне Байкальский государственный университет экономики и права)
- Иркутск. Городское 5-классное училище, 1894—1895 гг.
- Минусинский краеведческий музей
- Александровский сад
- Усадьба В. А. Рассушина, Усолье-Сибирское, ул. Мира, 20а

## Награды
- Орден Святой Анны 2-й (1909)[7] и 3-й степени (1892).

- Орден Святого Станислава 2-й степени (1899).

## Память
- В Иркутске на здании Байкальского государственного университета (бывшее здание Александро-Мариинского городского начального училища) установлена мемориальная доска в память о Владимире Рассушине.
- Мемориальная доска Владимиру Рассушину установлена в Черемхово, посёлок Шадрино, на здании филиала городской библиотеки (ранее — керосиновая лавка, построенная В. А. Рассушиным)[8].